# Metodologia historii
Metodologia historii – dziedzina wiedzy zajmująca się badaniem metod stosowanych dla stworzenia historycznego opisu świata.
Metodologia historii kooperuje zatem z grupą dziedzin wiedzy noszących wspólną nazwę epistemologia czy też teoria poznania. Metodologia historii bada także znaczenie historiografii, wiedzy historycznej i historycznego myślenia w dziejach poszczególnych kultur i cywilizacji – wówczas kooperuje z takimi dziedzinami wiedzy jak: historia historiografii, kulturoznawstwo, filozofia kultury.

## Sposoby refleksji
Ze względu na specyfikę stawianych problemów badawczych i sposób ich rozwiązywania wyróżnia się obecnie trzy sposoby refleksji w ramach metodologii historii:
- Normatywny: w obrębie którego formułowane są zalecenia dla historyków – „jak badać i opisywać dzieje”? Dziedziny wiedzy kooperujące: źródłoznawstwo, logika pragmatyczna.
- Opisowy: nastawiony na niewartościujący opis różnych sposobów badania i opisywania dziejów obecnych w różnych pracach historycznych. Dziedzina wiedzy kooperująca: historia historiografii.
- Eksplanacyjny: stara się wyjaśnić rolę nauki historycznej i historiografii w kulturze. Dziedziny wiedzy kooperujące: filozofia historii, kulturoznawstwo, socjologia wiedzy i antropologia wiedzy.

## Subdyscypliny metodologii historii
1. Teoria historii: dziedzina wiedzy badająca historiografię z perspektywy teorii kultury (dziedzina kooperująca: kulturoznawstwo).
2. Logika wiedzy historycznej: dziedzina wiedzy badająca logiczne narzędzia zastosowane do tworzenia historycznego opisu świata. (np. dedukcja, indukcja, redukcja, kategoryzacja, klasyfikacja, definicja).
3. Retoryka narracji historycznej: dziedzina wiedzy badająca językowe środki użyte do zbudowania historycznego opisu świata (takie jak: metafora, metonimia, synekdocha).

Nurty historiografii współczesnej takie jak: antropologia historyczna, mikrohistoria, historia globalna, historia postkolonialna, historia kobiet, są silnie nasycone refleksją teoretyczną i metodologiczną, gdyż badaniom nad źródłami historycznymi towarzyszy tam namysł nad znaczeniem tych badań dla współczesnego społeczeństwa.

## Światowi klasycy metodologii historii
- Giambattista Vico
- Johann Martin Chladni (Chladenius)
- Robin George Collingwood
- Marc Bloch
- Fernand Braudel
- Michel Foucault
- Paul Ricœur

## Metodologia historii w Polsce
Najbardziej znani polscy przedstawiciele metodologii historii:
- Marceli Handelsman
- Jan Rutkowski
- Jerzy Topolski

Współcześni polscy przedstawiciele metodologii historii (z tytułem profesora lub doktora habilitowanego):
- Wojciech Wrzosek, UAM,
- Jan Pomorski, UMCS,
- Krzysztof Zamorski, UJ,
- Tomasz Pawelec, UŚ,
- Ewa Domańska, UAM,
- Wiktor Werner, UAM,
- Wojciech Piasek, UMK